# Domein Oude Gracht
Het Domein Oude Gracht is een voormalig kasteeldomein in de Antwerpse plaats Kapellen, gelegen nabij de Hoogboomsteenweg.

## Geschiedenis
Het domein werd in 1730 door Maria Theresia van Bleeuwen verkocht aan Paulus Moretus. Hierin bevonden zich enkele hoeven en een maison de plaisance. In 1821 kwam het via erfenis aan Charles van den Berghe en heette toen: Kasteel van Hoogboom. Hij kocht nog meer grond en in 1869 was het 463 ha groot.
In 1870 werd 276 ha van het domein verkocht aan Edouard Osy de Zegwaert. Hij liet het speelhuis afbreken en liet een kasteel in neorenaissance bouwen. In 1914 kwam het goed aan Edouard Bunge. De Duitse bezetter liet loopgraven graven en er werden ook 48 bunkers gebouwd. In 1921-1922 werd het domein weer enigszins hersteld. Negen bunkers werden gesloopt en de overige werden onder aarde bedolven zodat een bescheiden heuvelrug ontstond. Ook werden er grachten en waterlopen gegraven, en het kasteel kwam toen op een eiland van 42 ha te staan, met de buitenwereld verbonden door een achttal bruggen.
Tussen 1923 en 1926 werd het domein nog uitgebreid tot 446 ha.
Tijdens de Tweede Wereldoorlog werd het kasteel zwaar beschadigd en na de oorlog werd het afgebroken. Een toegangshek en een monumentale brug bleven bewaard, evenals een aantal dienstgebouwen.

## Natuur
Er is een overgang tussen zandige en lemige gronden en de vegetatie is daardoor rijk, er zijn veel zeldzame paddenstoelen. Er zijn enkele zeldzame bomen, zoals Quercus phellos (wilgbladige eik), valse christusdoorn, Liriodendron tulipifera (tulpenboom) en Aesculus flava (gele pavia).
Het centrale deel van het park is in Engelse landschapsstijl.
Het gebied raakte verdeeld onder verschillende eigenaars, maar belangrijke delen ervan zijn intact gebleven.